# Suntan

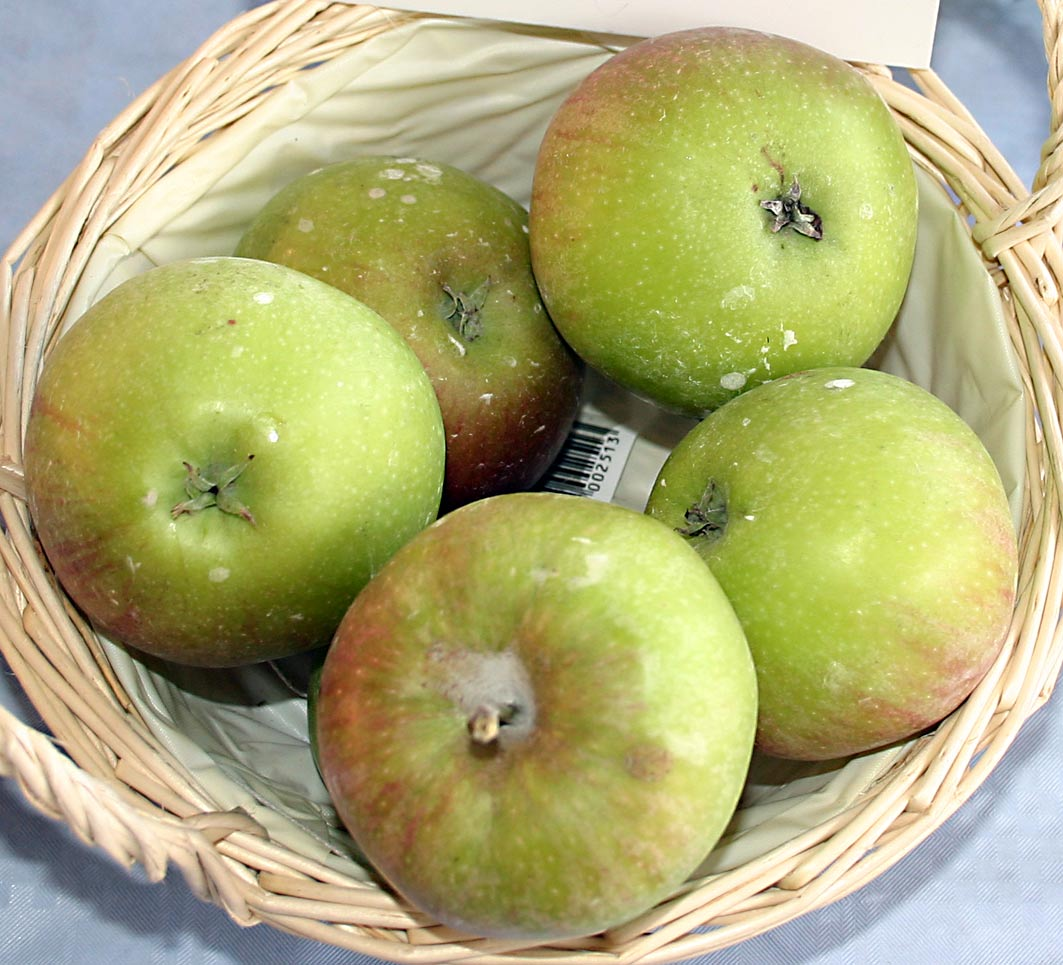
Suntan

Suntan är en äppelsort av engelskt ursprung, och är resultatet av en korsning mellan Cox Orange och Kunglig Kortstjälk (Court Pendu Plat). Äpplets skal är grönt och närmast mörkrött, köttet är löst och aromatiskt. Plockas i oktober. Suntan är ätmoget i januari och håller sig därefter vid god förvaring till april. Äpplet kan få pricksjuka. Äpplet passar både som ätäpple som i köket. Suntan pollineras av bland annat Gloster och Golden delicious. I Sverige odlas Suntan gynnsammast i zon 1.